# Klątwa (film 2006)
Klątwa (tytuł oryginalny: Anatema) – kosowski film fabularny z roku 2006 w reżyserii Agima Sopiego.

## Opis fabuły
Albańska dziennikarka, Ema Berisha współpracuje z dwójką amerykańskich dziennikarzy: Laurą i Davidem Schwartzem, przygotowując materiały z ogarniętego wojną Kosowa. Kiedy działania wojenne zaczynają zagrażać życiu dziennikarzy decydują się opuścić Kosowo. Amerykanie próbują przekonać Emę, aby wyjechała wraz z nimi z Kosowa, ale Ema jest zdeterminowana, aby pozostać.
Mimo zagrożenia Ema decyduje się wyjść za mąż. W noc po ceremonii ślubnej do domu Emy wpadają żołnierze serbscy, kilku z nich dokonuje na niej gwałtu. Ema zachodzi w ciążę. Na świat przychodzi córka, której nadaje na imię Ana. Po narodzinach córki mąż ją porzuca, odsuwają się od niej przyjaciele. Nie mogąc zapewnić opieki dziecku, Ema decyduje się oddać je do sierocińca. W tym czasie powraca do Kosowa David Schwartz, który przywozi Emie wynagrodzenie za jej pracę. Ema zaczyna poszukiwanie własnego dziecka. Dowiaduje się, że Ana została zabrana z sierocińca i przewieziona do jednego z klasztorów, gdzie ma zostać sprzedana. Z pomocą dziennikarza amerykańskiego, jednego z b.dowódców UÇK i znajomej – Doresy, Ema zaczyna desperackie poszukiwania swojego dziecka.

## Obsada
- Lumnije Muçaj-Sopi jako Ema Berisha
- Doug Barron jako David Schwartz
- Blerim Gjoci jako komendant Shpati
- Enver Petrovci jako płk Lilić
- Blerta Syla jako Laura
- Arta Muçaj jako Doresa
- Çun Lajçi jako Dani
- Kushtrim Sheremeti jako płk Djordjević
- Bajrush Mjaku jako Stojan
- Bislim Muçaj jako Isack
- Besfort Daka jako Korab
- Rikard Ljarja